# Diphyus plagatorius
Diphyus plagatorius là một loài tò vò trong họ Ichneumonidae.